# Estação rodoviária de Pontevedra
A estação rodoviária de Pontevedra (Estación de Autobuses de Pontevedra) é uma estação rodoviária em Pontevedra (Espanha) que permite o tráfego de autocarros entre cidades, para destinos nacionais ou internacionais.

## Localização
A estação rodoviária de Pontevedra está localizada na zona sul da cidade, na Avenida da Estación, em frente à estação ferroviária, ao lado do rio Gafos. Fica a 400 metros do anel viário PO-10 e perto da autoestrada AP-9.

## História
Desde os anos pós-guerra, na década de 1940, Pontevedra tinha pedido uma estação de autocarros para centralizar o transporte de passageiros em autocarro, de acordo com o seu status de capital provincial. Depois de muitas negociações em Madrid, Calixto González-Posada y Rodríguez foi o primeiro presidente da câmara da cidade a anunciar a construção da estação. Contudo, o empenho do governo espanhol na sua construção não se concretizou, nem na década de 1940 nem nas décadas seguintes.
Devido à falta de uma estação de autocarros, os autocarros que chegavam a Pontevedra paravam em várias ruas centrais como Gutiérrez Mellado (antiga General Mola), Pastor Díaz, Benito Corbal, Sagasta, Cobián Roffignac, García Camba e a Praça de São José.
Finalmente, após a escolha da sua localização ter sido questionada devido à sua distância relativa do centro da cidade, a estação de autocarros de Pontevedra foi construída num terreno em frente à estação ferroviária, no seu lado ocidental, perto do rio Gafos. O engenheiro encarregado da obra foi o Sr. Moreno de la Casa. Os trabalhos de construção começaram em Dezembro de 1976 e duraram dois anos. A estação de autocarros foi inaugurada pelo Presidente da Câmara de Pontevedra, Joaquín Queizán Taboada, a 4 de Dezembro de 1978. No entanto, a estação só se tornou operacional a 24 de Novembro de 1980, com dois andares, escadas rolantes e vários estabelecimentos comerciais no interior. Em 2015, as escadas rolantes foram removidas e substituídas por dois elevadores, cada um com uma capacidade de 13 pessoas.
A 13 de Janeiro de 2020, a Junta da Galiza iniciou grandes obras de renovação na estação de autocarros, com um orçamento de 6 milhões de euros. A fachada, o interior e os sistemas de informação foram completamente renovados e o telhado original do edifício foi recuperado, fomentando um interior luminoso. As plataformas foram também renovadas, as faixas dos dois acessos rodoviários de cada lado da fachada principal da estação foram removidas e foi construído um novo acesso rodoviário no lado sudoeste em direcção à Avenida Josefina Arruti. Além disso, foi construída uma praça para peões em frente à estação e uma nova ligação pedonal no lado leste com a estação ferroviária para promover a intermodalidade, e a área à volta do rio Gafos foi recuperada e ajardinada.,,
O novo acesso rodoviário sul da estação tornou-se operacional a 1 de setembro de 2021. Os trabalhos de remodelação da estação foram concluídos em Novembro de 2022.

## Descrição
O edifício da estação de autocarros de Pontevedra tem dois andares. O andar superior é acessível a partir da praça da Avenida da Estación, através de uma ampla rampa adaptada a pessoas deficientes motores ao longo da parte central da fachada e escadas nos lados. Este andar aloja a entrada, um grande hall central, uma cafetaria, escritórios de gestão e informação, sanitários, um grande painel de informação frontal e elevadores. O rés-do-chão permite o acesso às 18 plataformas de embarque, que estão dispostas em perpendicular, e tem uma área de espera exterior.
A fachada consiste num revestimento branco com chapa de aço microperfurado, o que lhe confere uma aparência unificada, e múltiplas janelas. O telhado, fiel ao seu desenho original, oferece muita luz graças a múltiplas clarabóias. No interior, o espaçoso hall de entrada do primeiro andar beneficia da luz natural e é dominado por texturas de madeira.,
Em frente à entrada principal da estação há uma grande praça pavimentada com árvores, no lado sul da qual há um abrigo marcando um percurso pedestre que liga a estação de autocarros à estação ferroviária. A oeste da praça há uma área de estacionamento e uma faixa de kiss & ride para os utilizadores que chegam à estação de carro ou motocicleta.,

## Linhas
A estação de autocarros de Pontevedra é servida por várias linhas de autocarros. Pontevedra está ligada por autocarro à maioria das cidades em Espanha e na Galiza, bem como no estrangeiro, incluindo o aeroporto do Porto e a França.

## Galeria

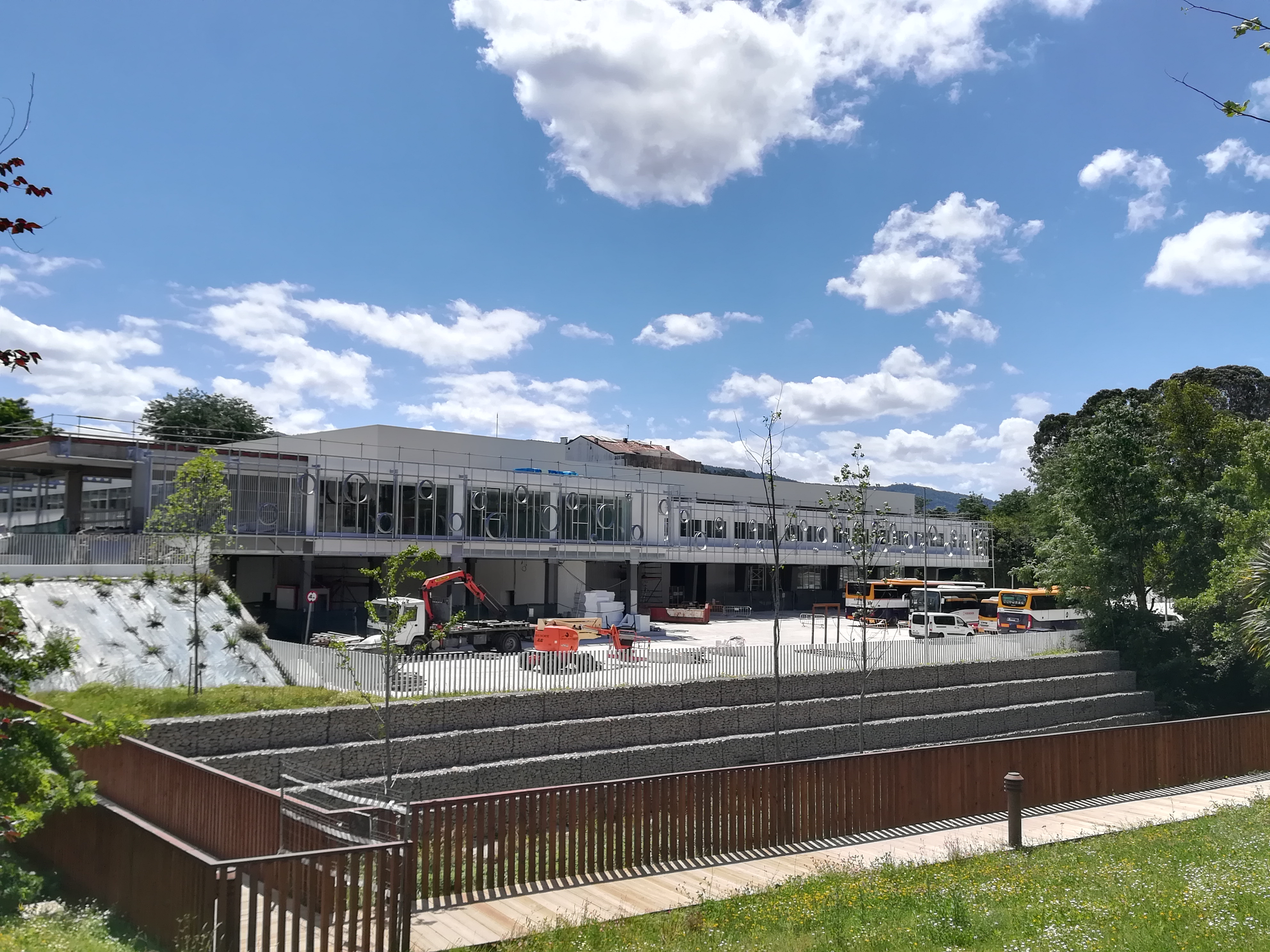
Fachada oeste da estação de autocarros
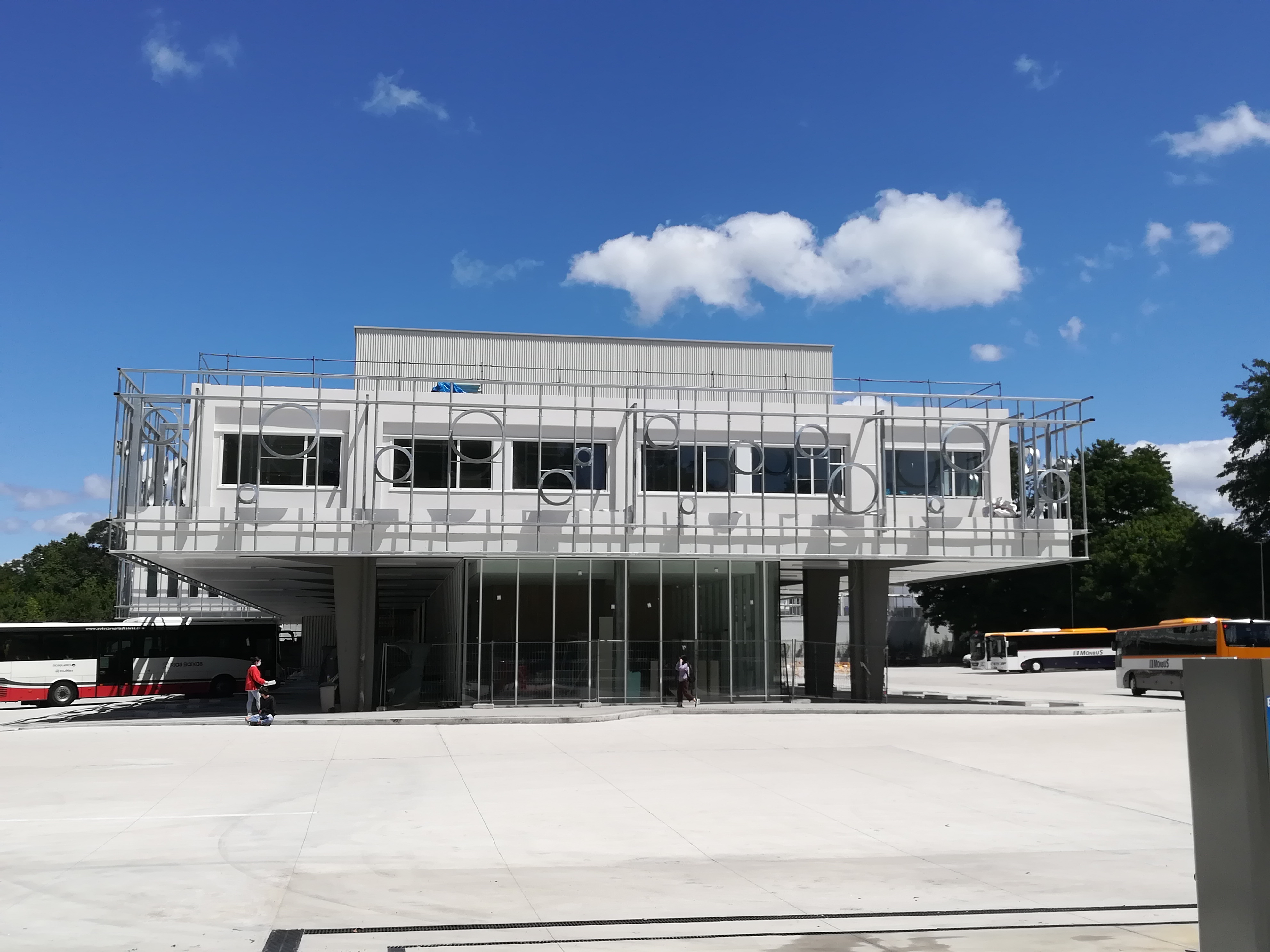
Fachada traseira da estação
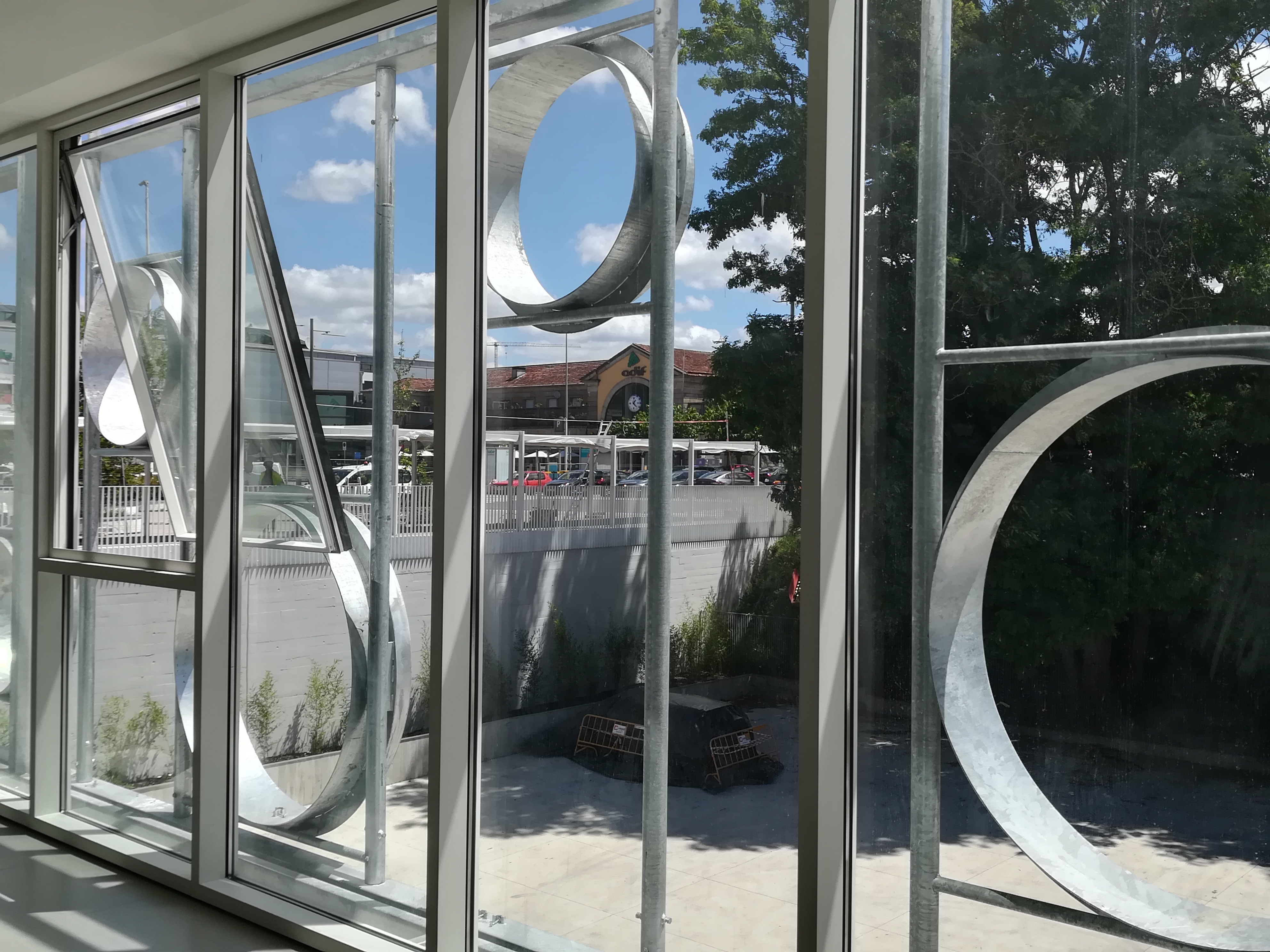
Janelas da estação de autocarros com vista para a estação ferroviária
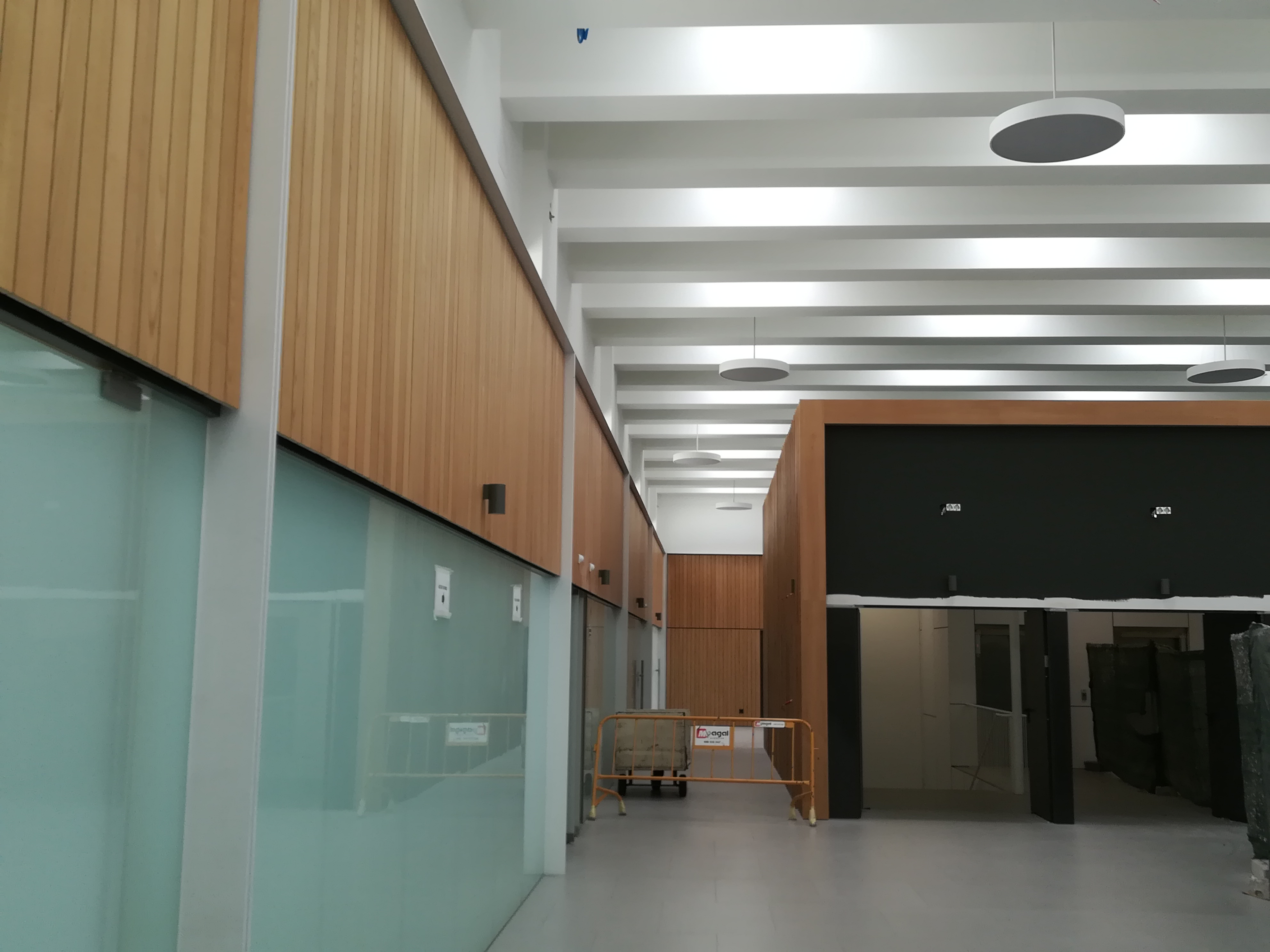
Interior da estação de autocarros
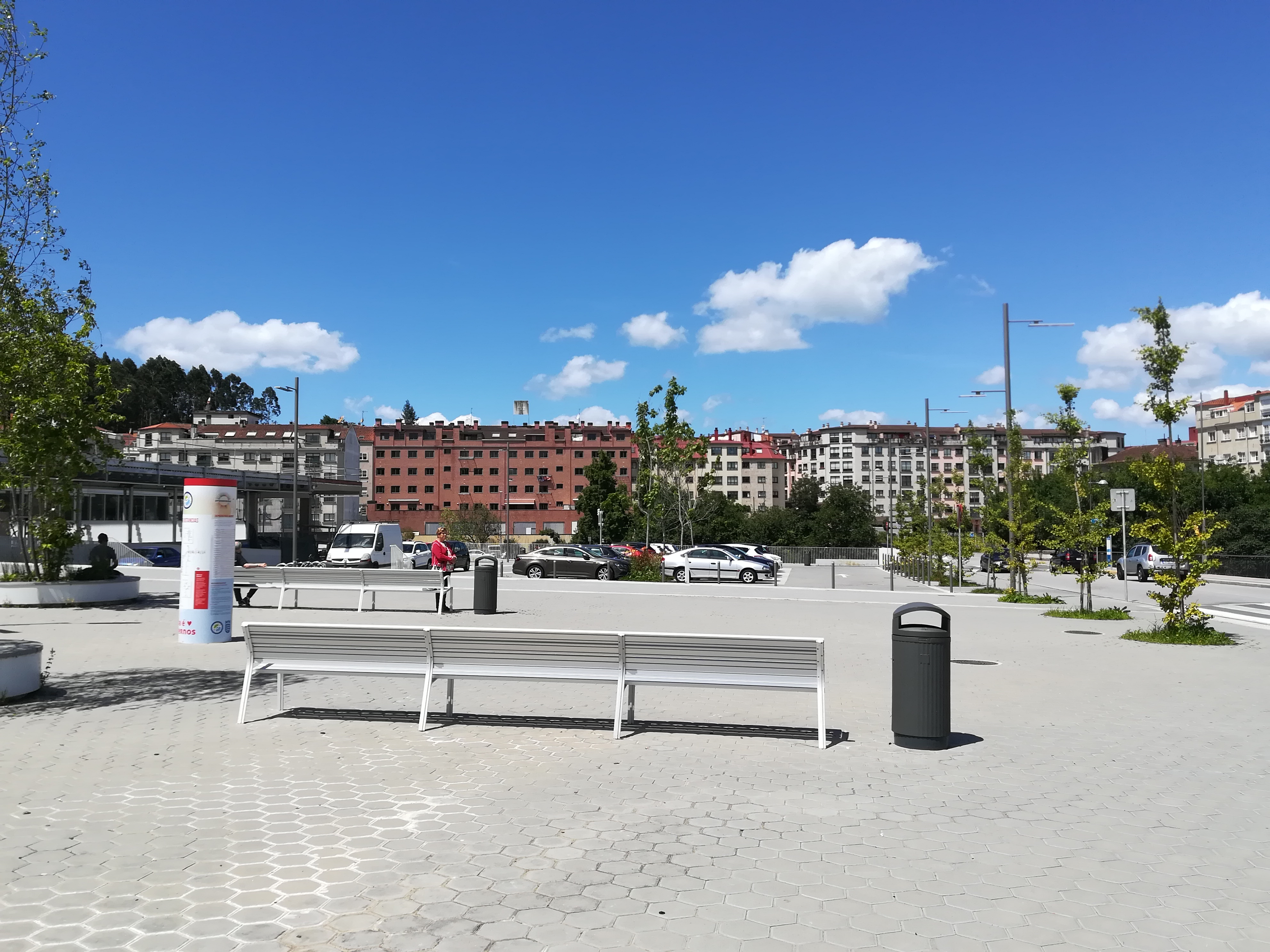
Praça da estação de autocarros
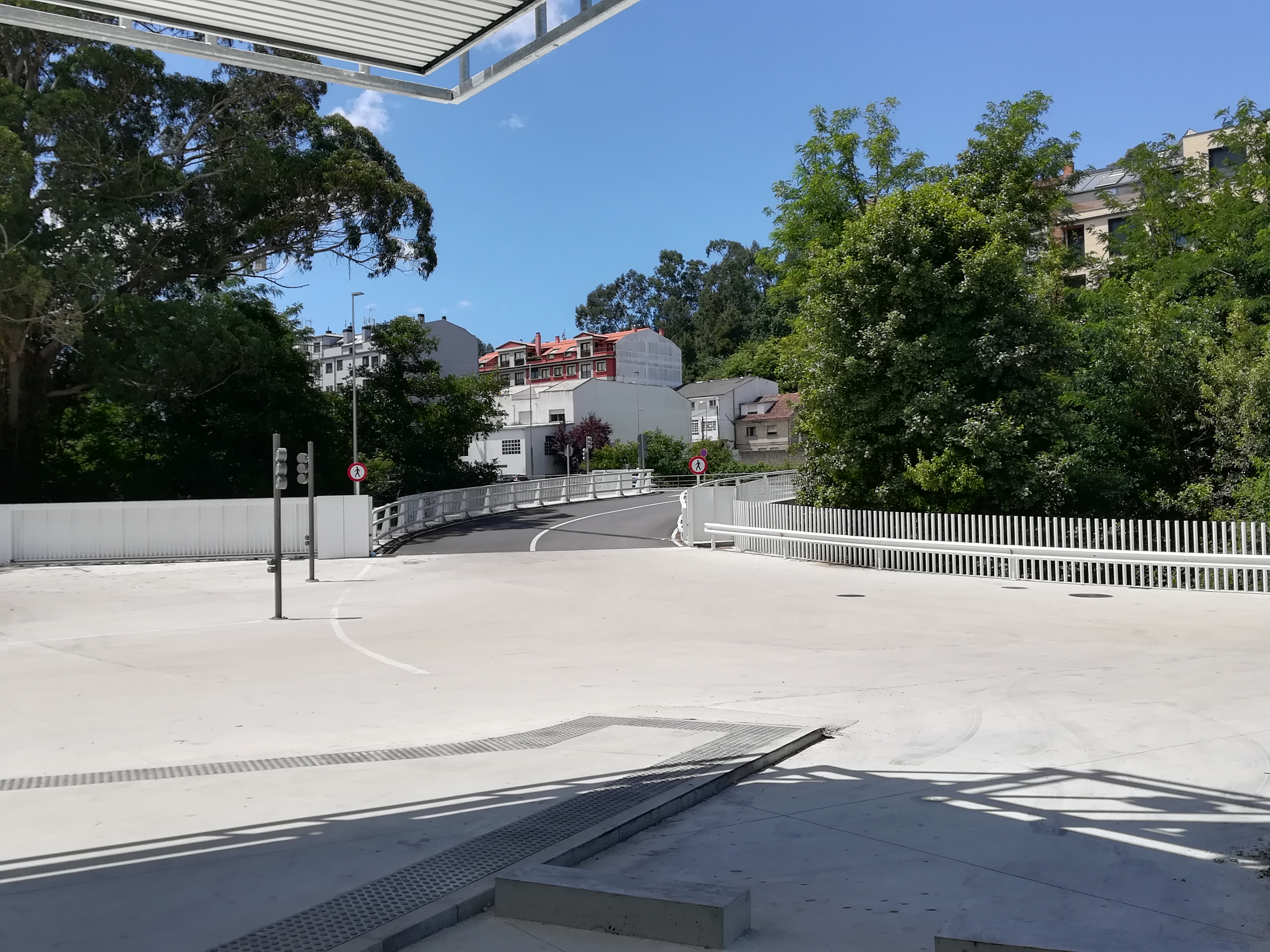
Faixa de saída e entrada para autocarros
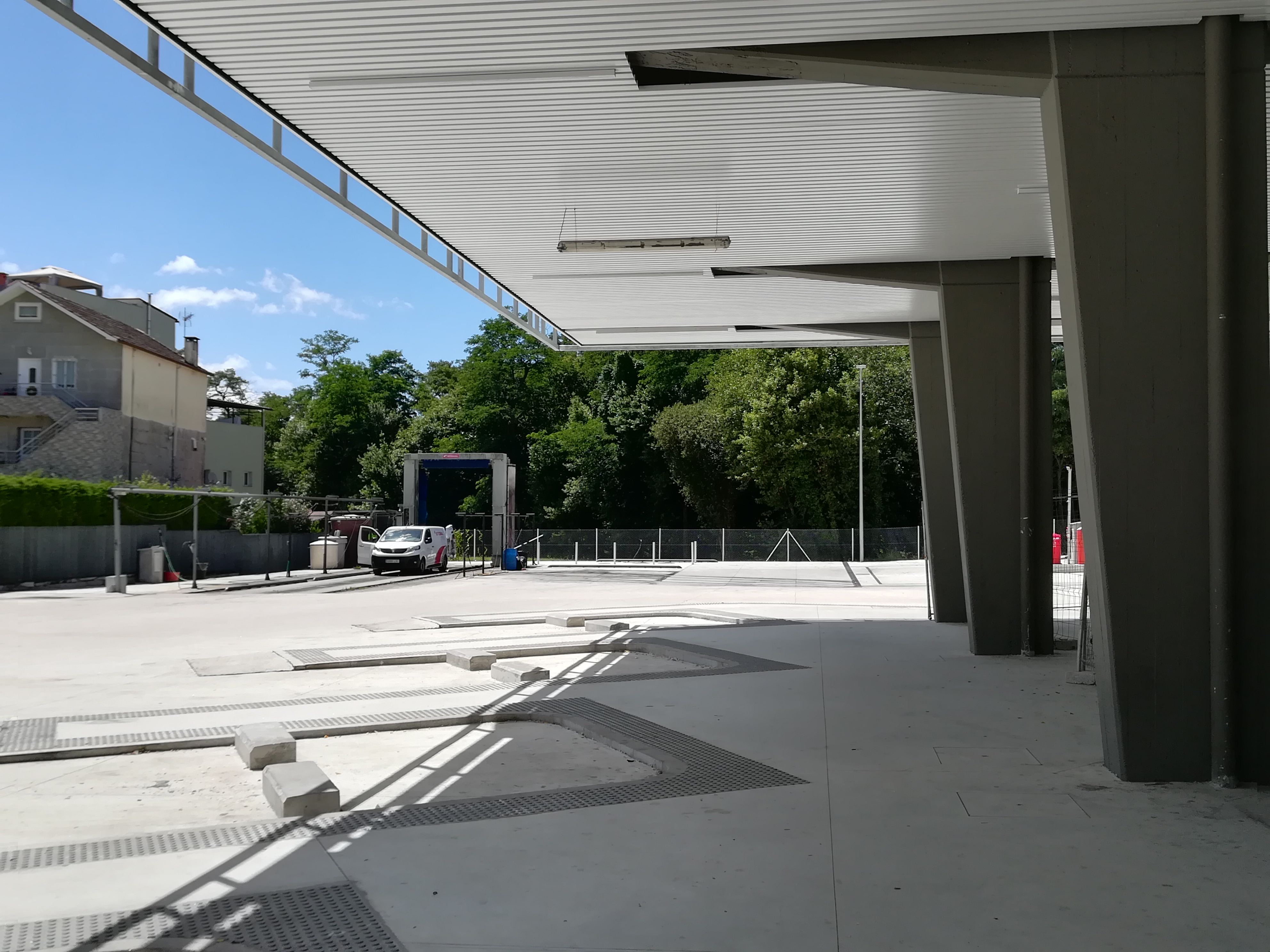
Plataformas do lado Este
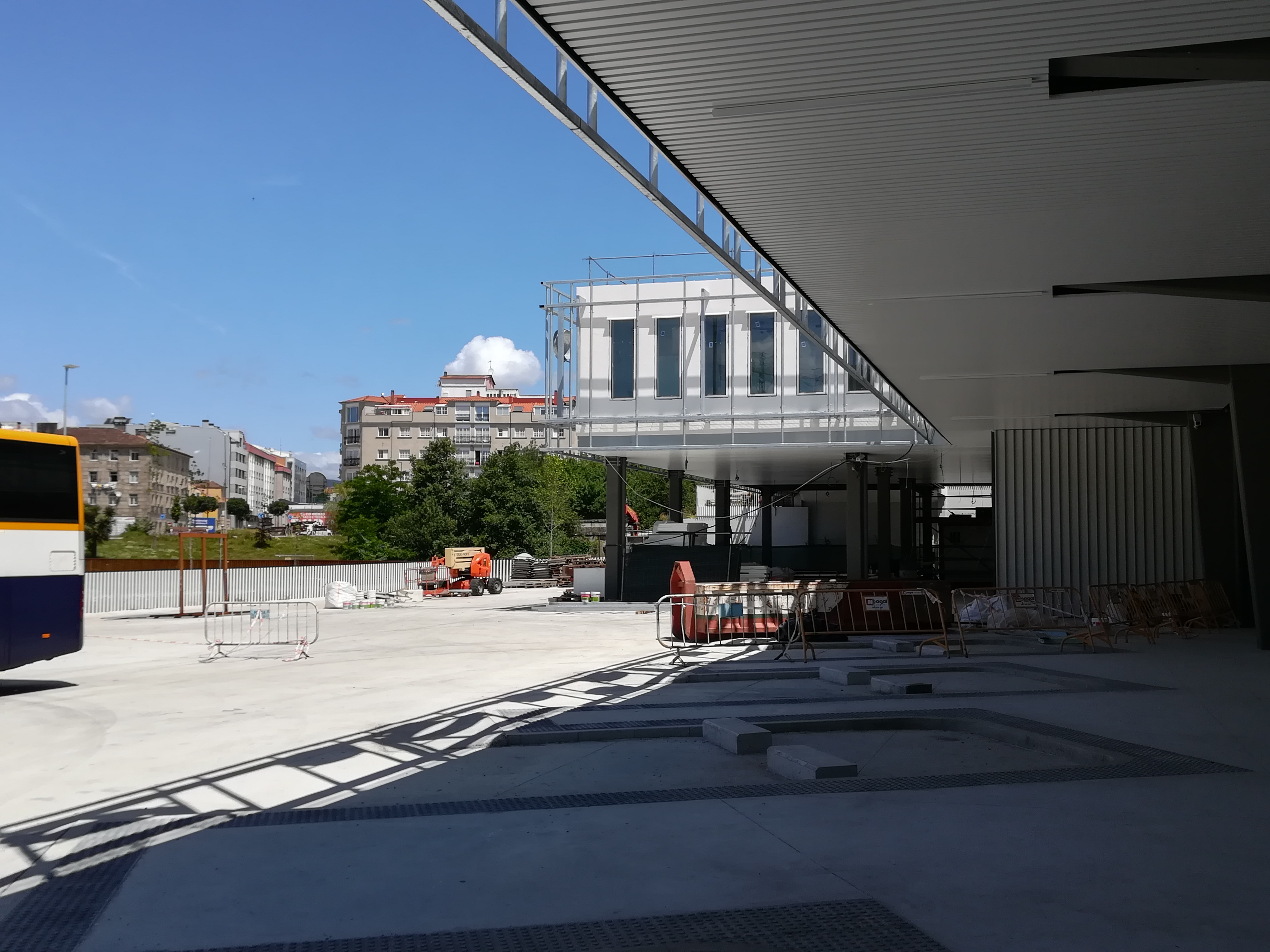
Plataformas do lado ocidental
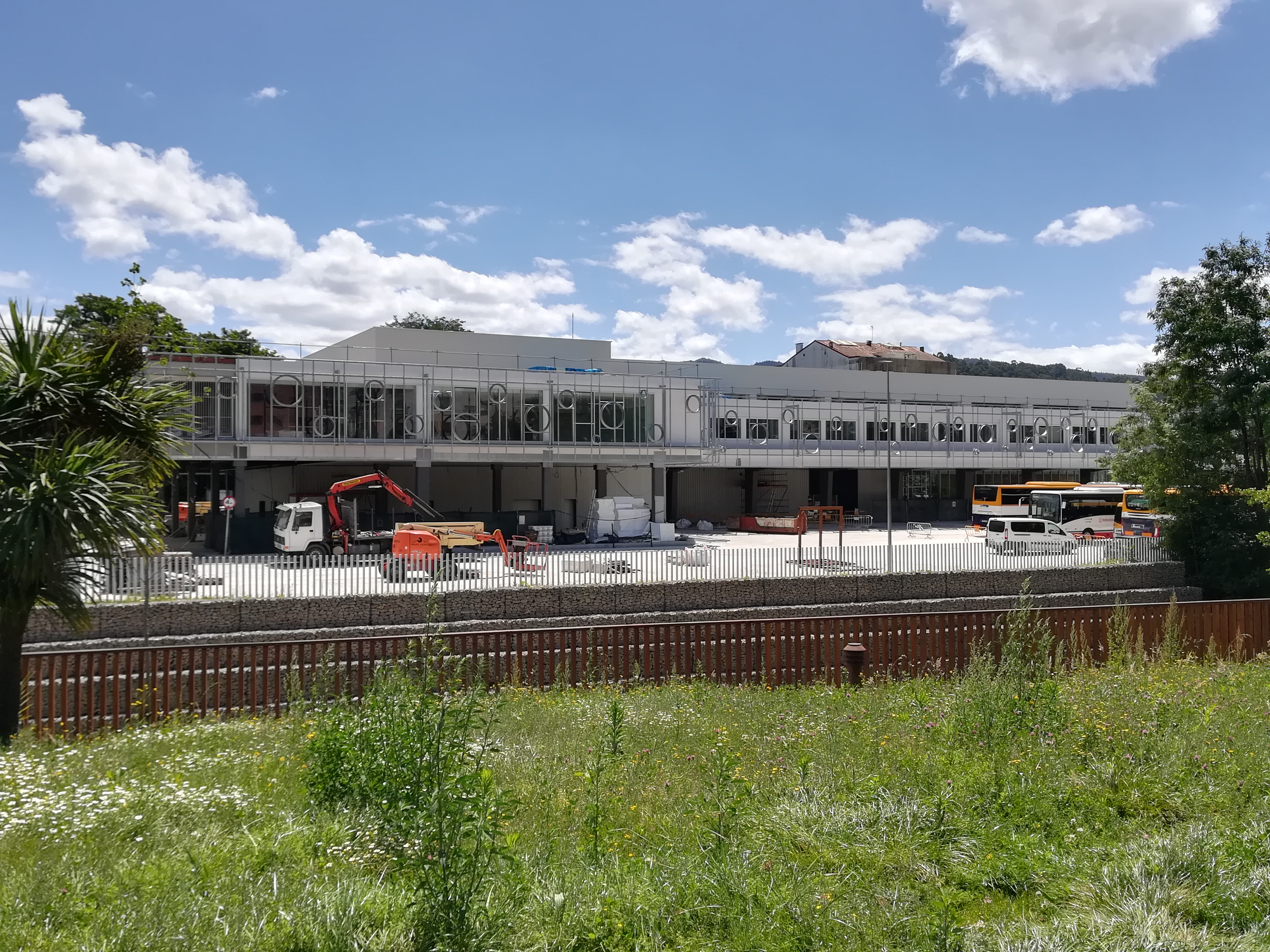
Lado oeste da estação de autocarros
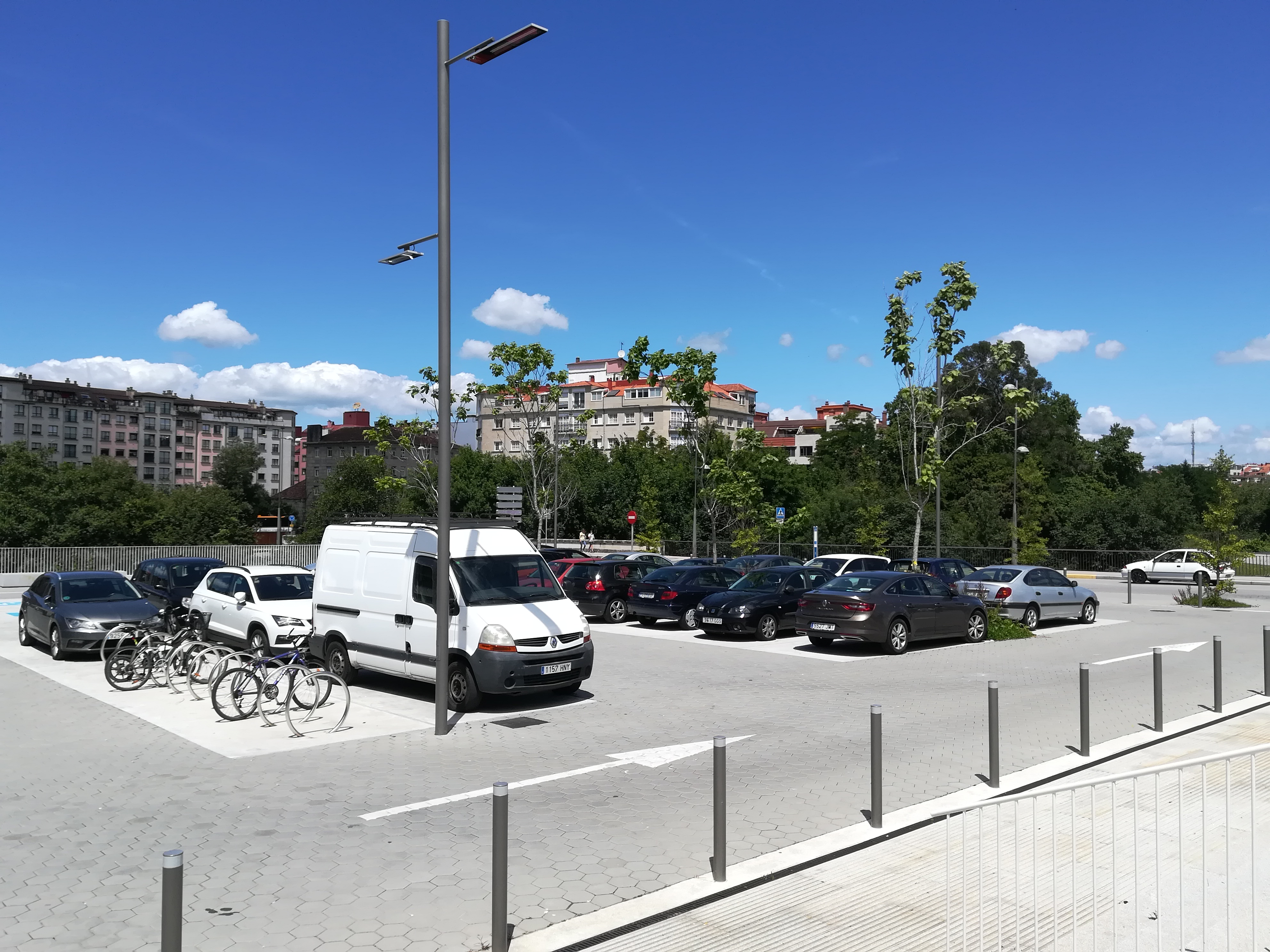
Estacionamento e kiss and ride
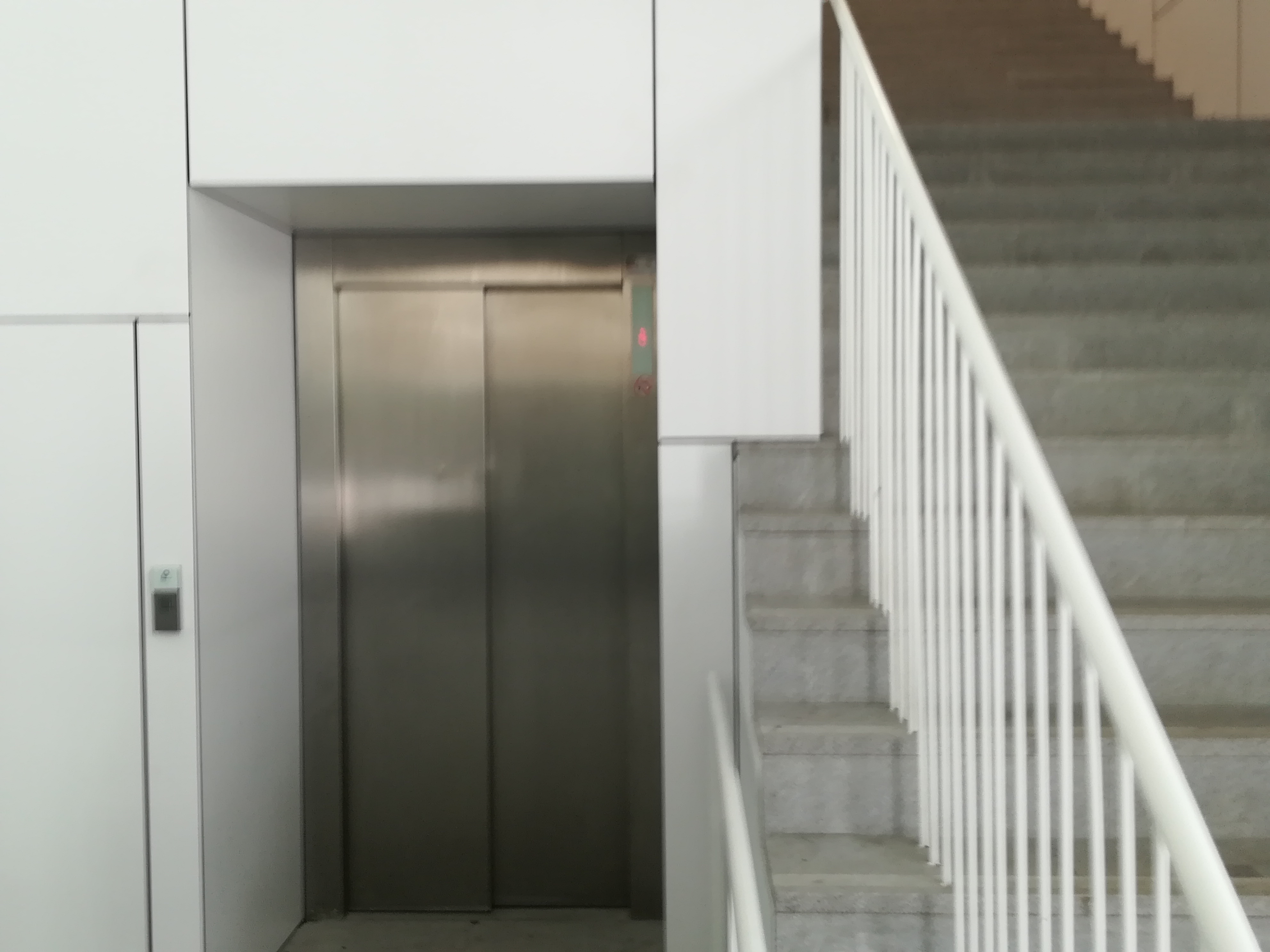
Um dos elevadores e escadas no interior
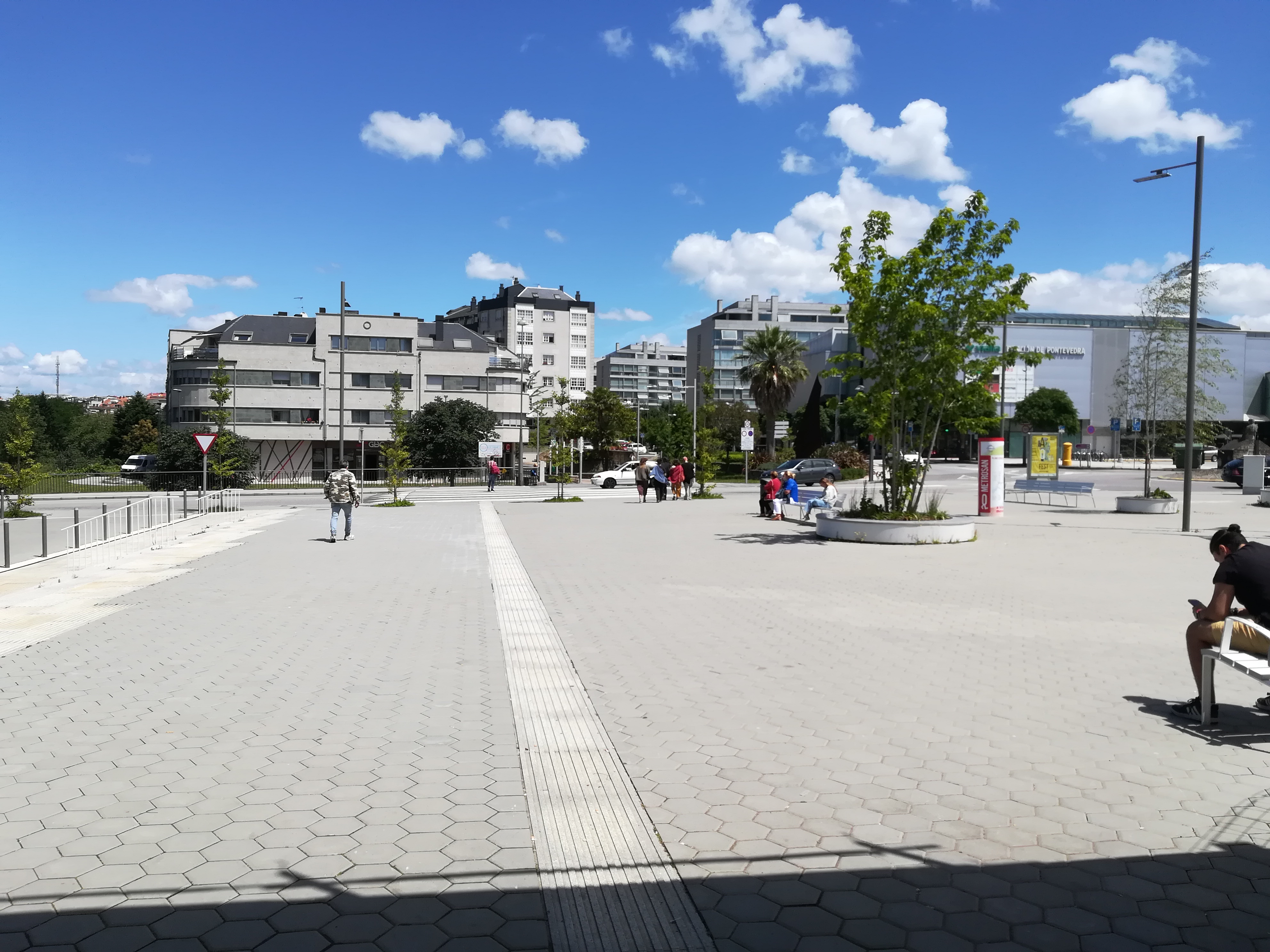
Praça da estação de autocarros com vista para a rua Gorgullón
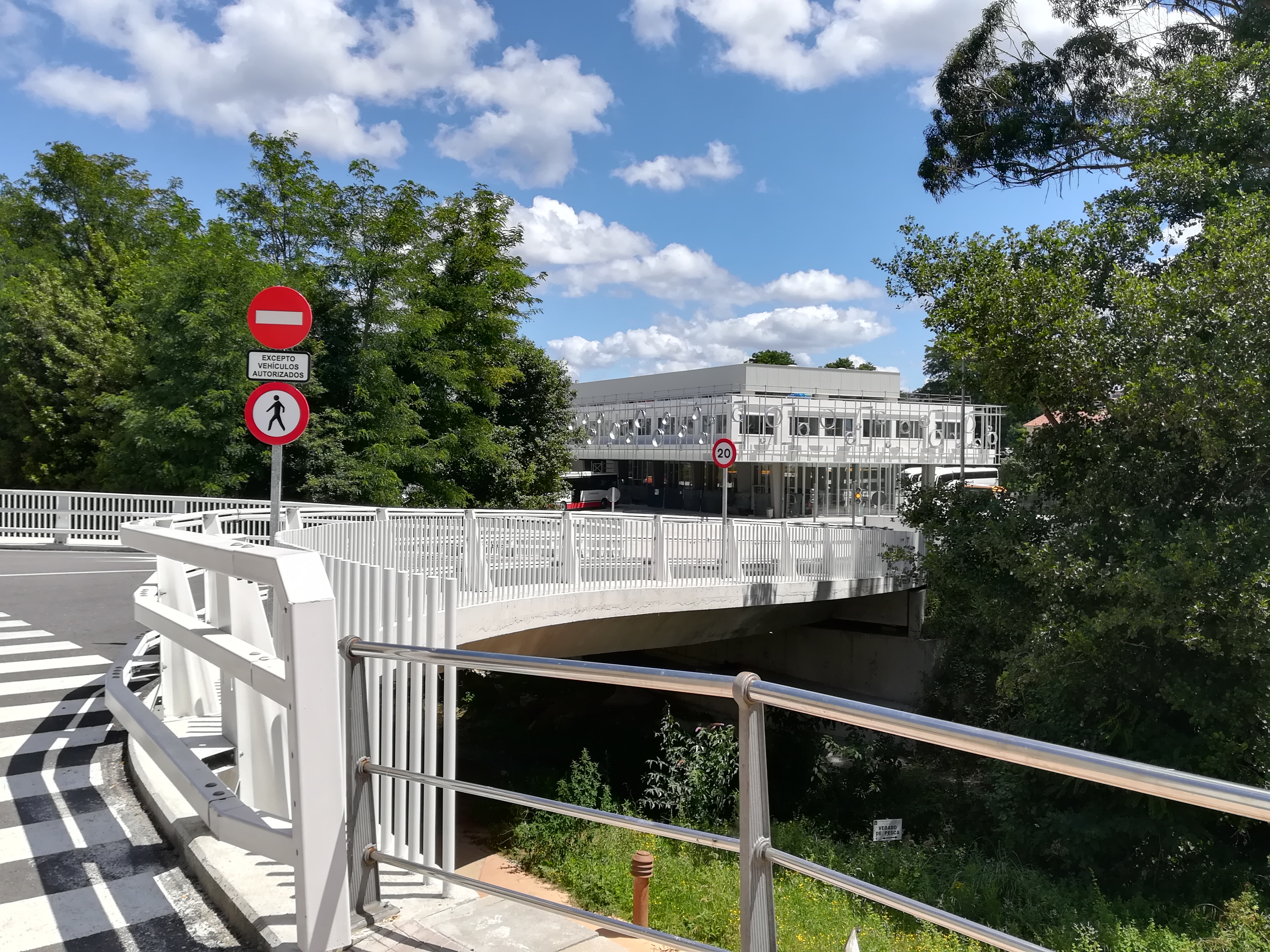
Ponte para a entrada e saída de autocarros
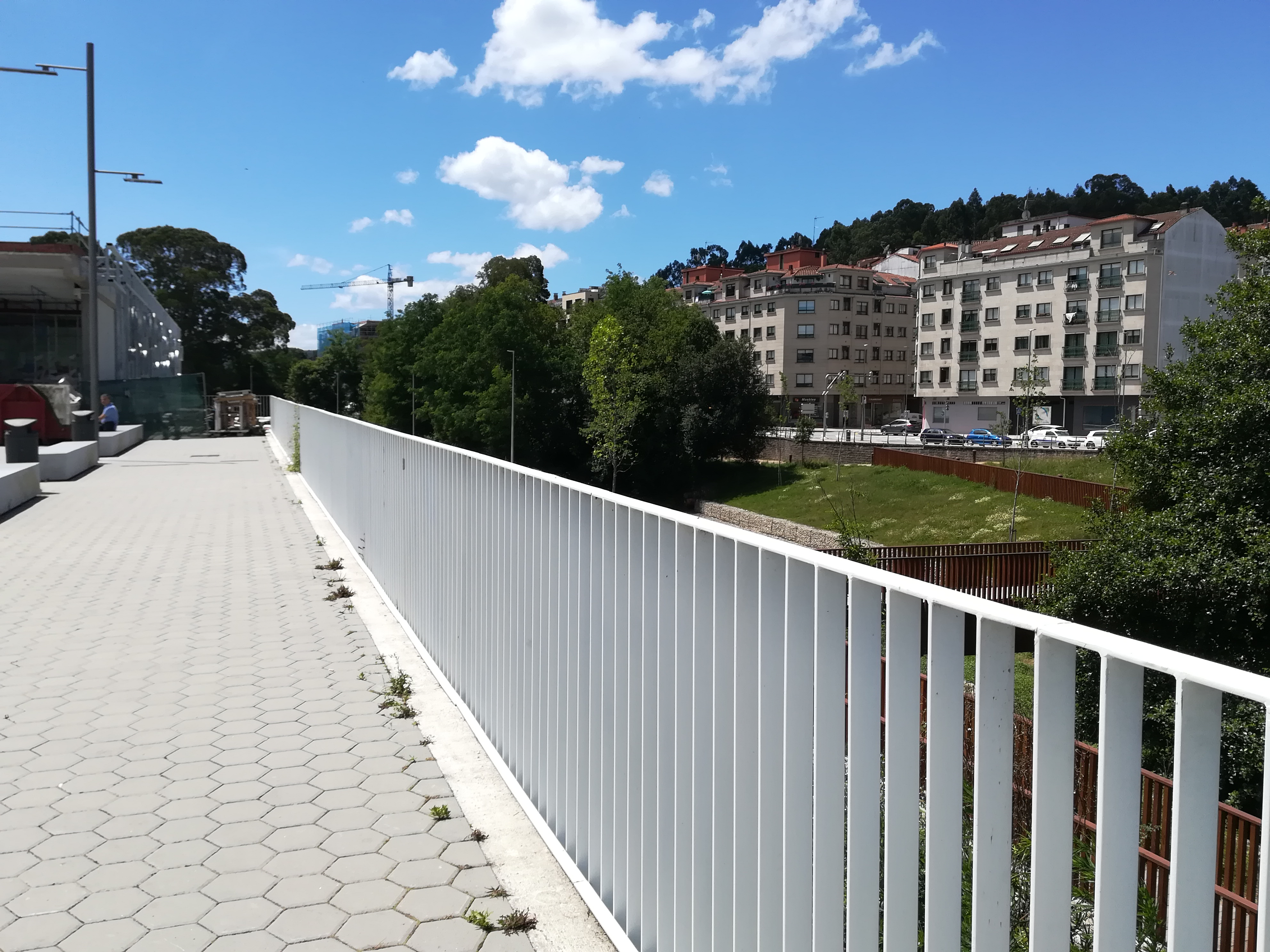
Guarda-corpos a fechar a praça com vista para o rio Gafos
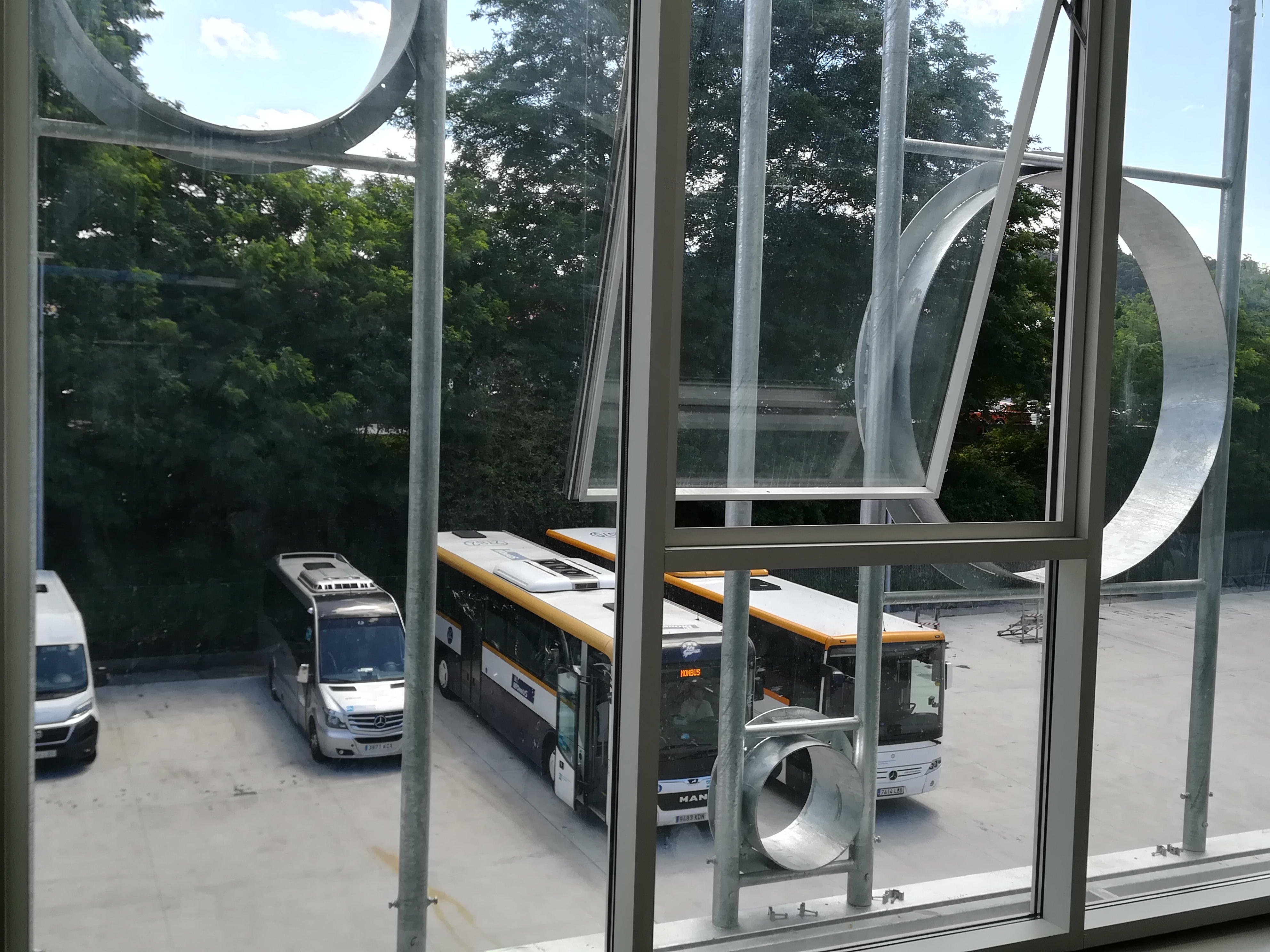
Janelas da estação de autocarros com vista para os autocarros
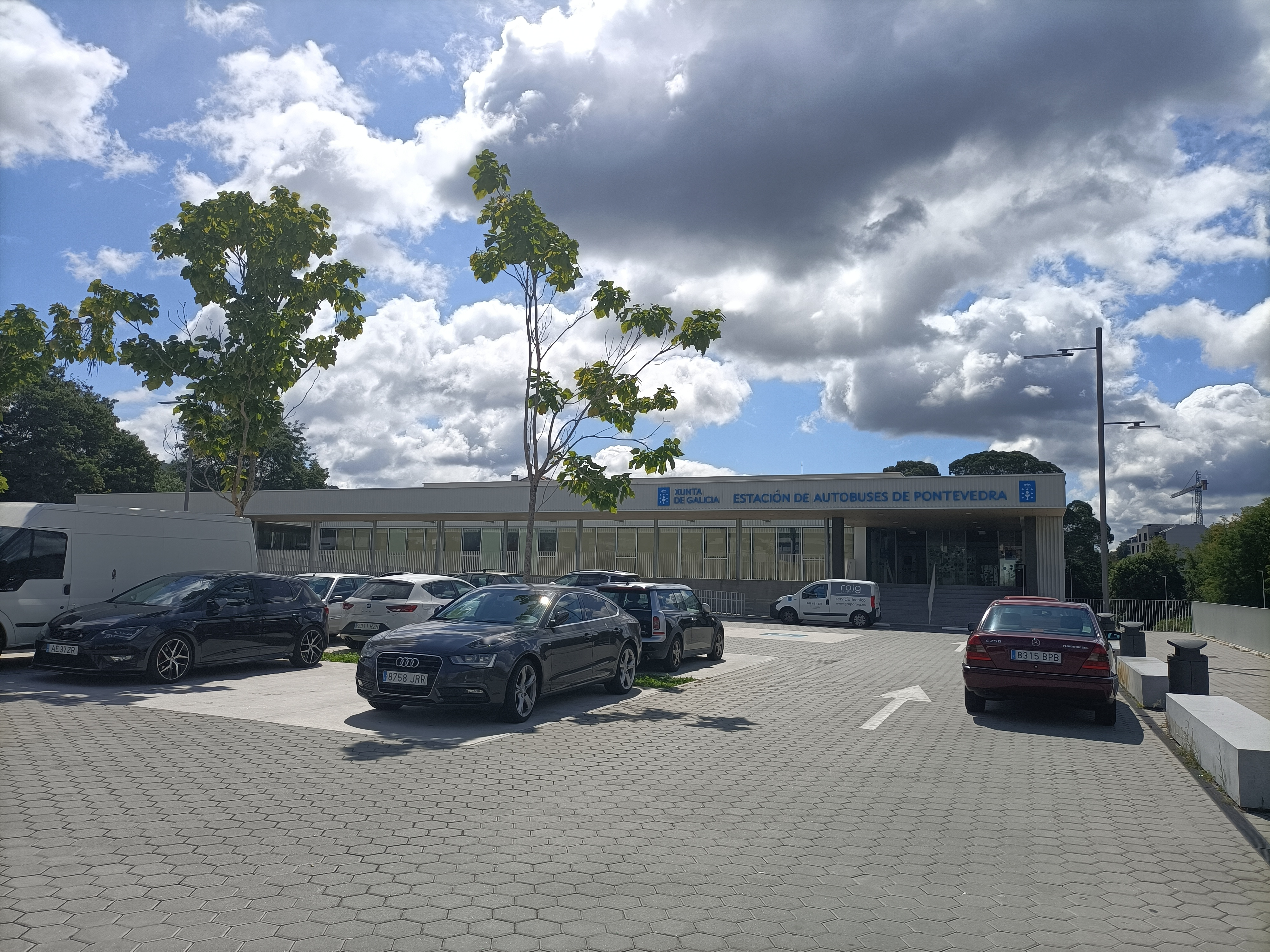
Entrada principal da estação de autocarros de Pontevedra
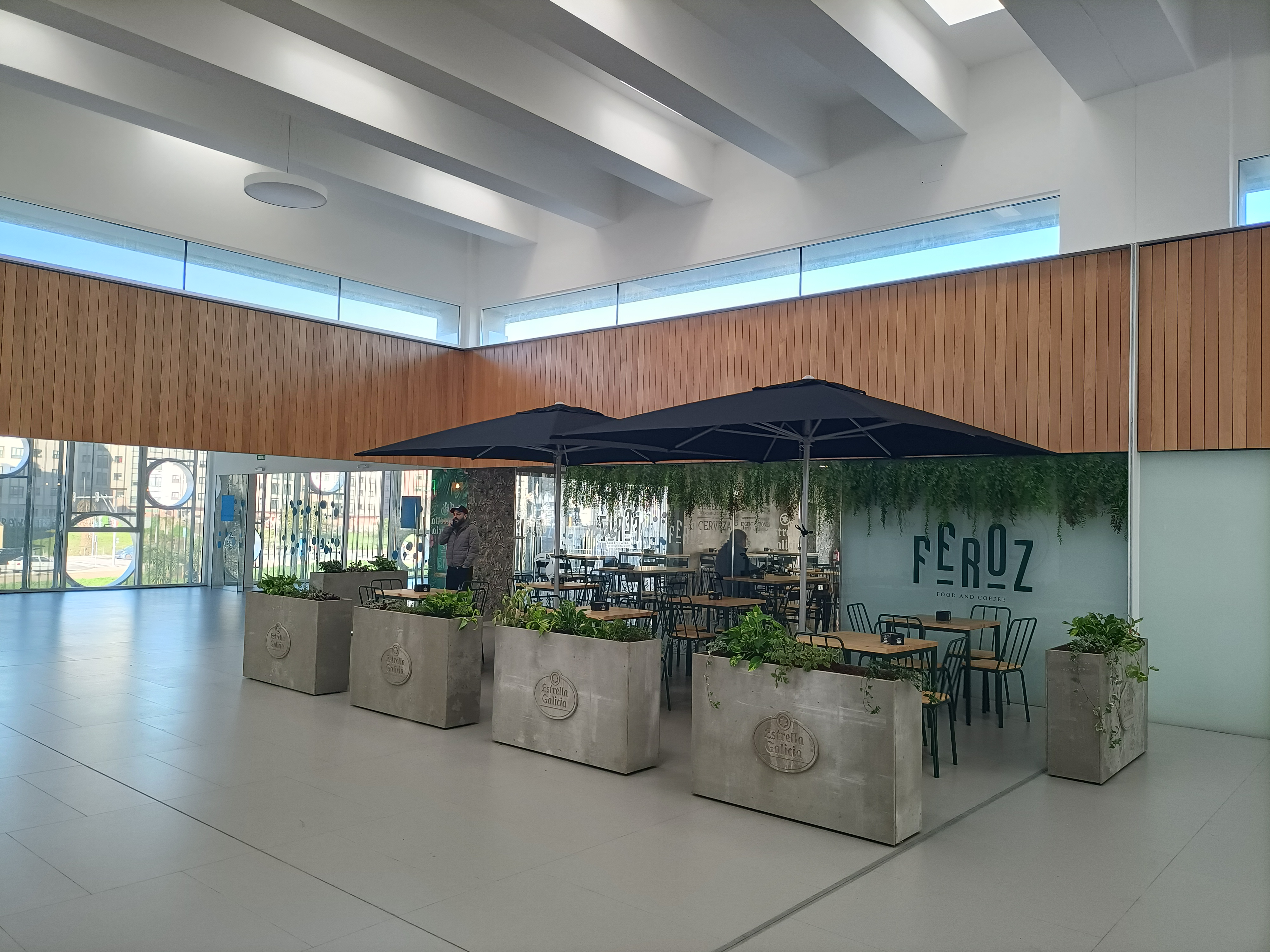
Cafetaria da estação de autocarros
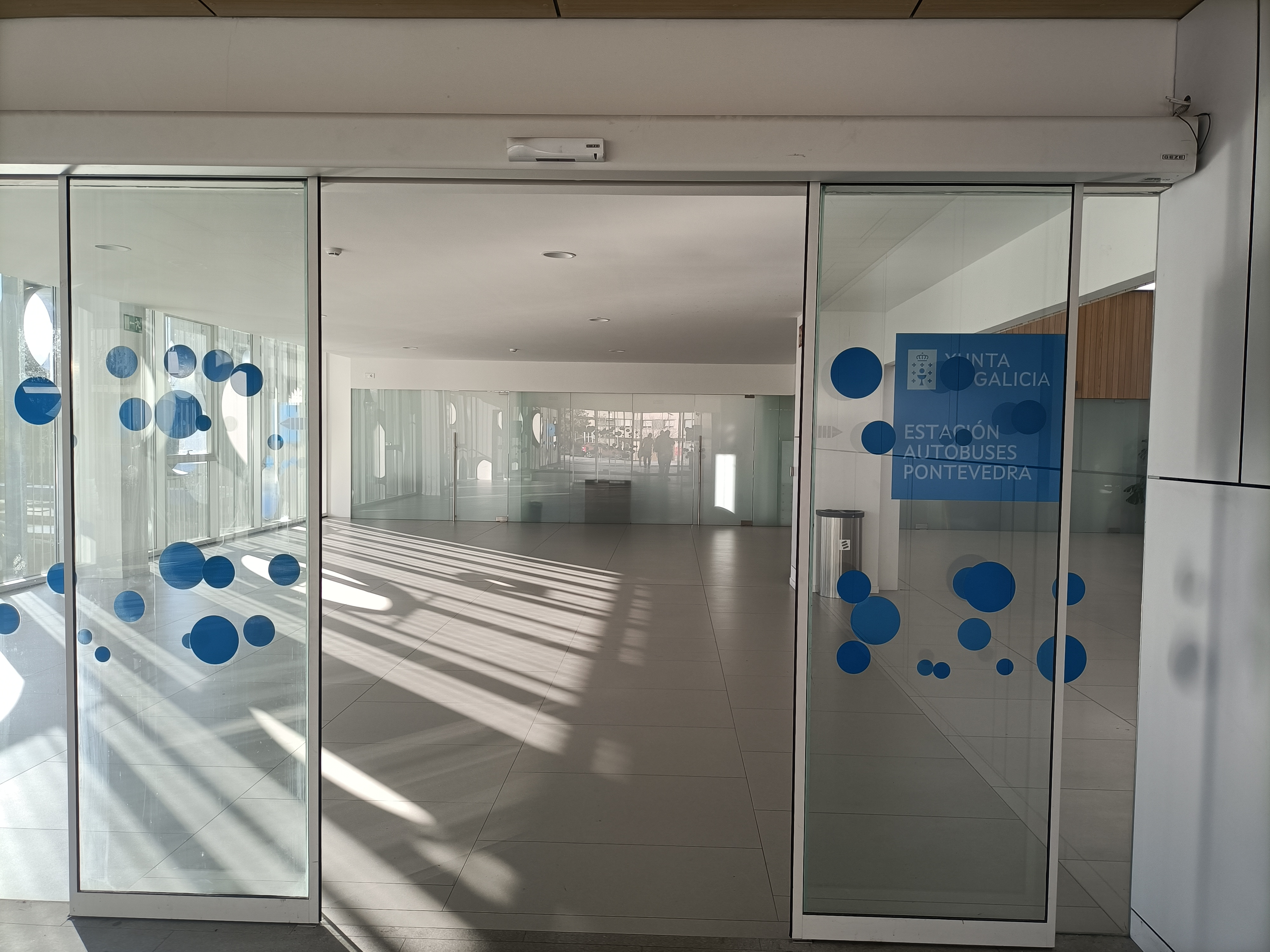
Uma das entradas do hall central
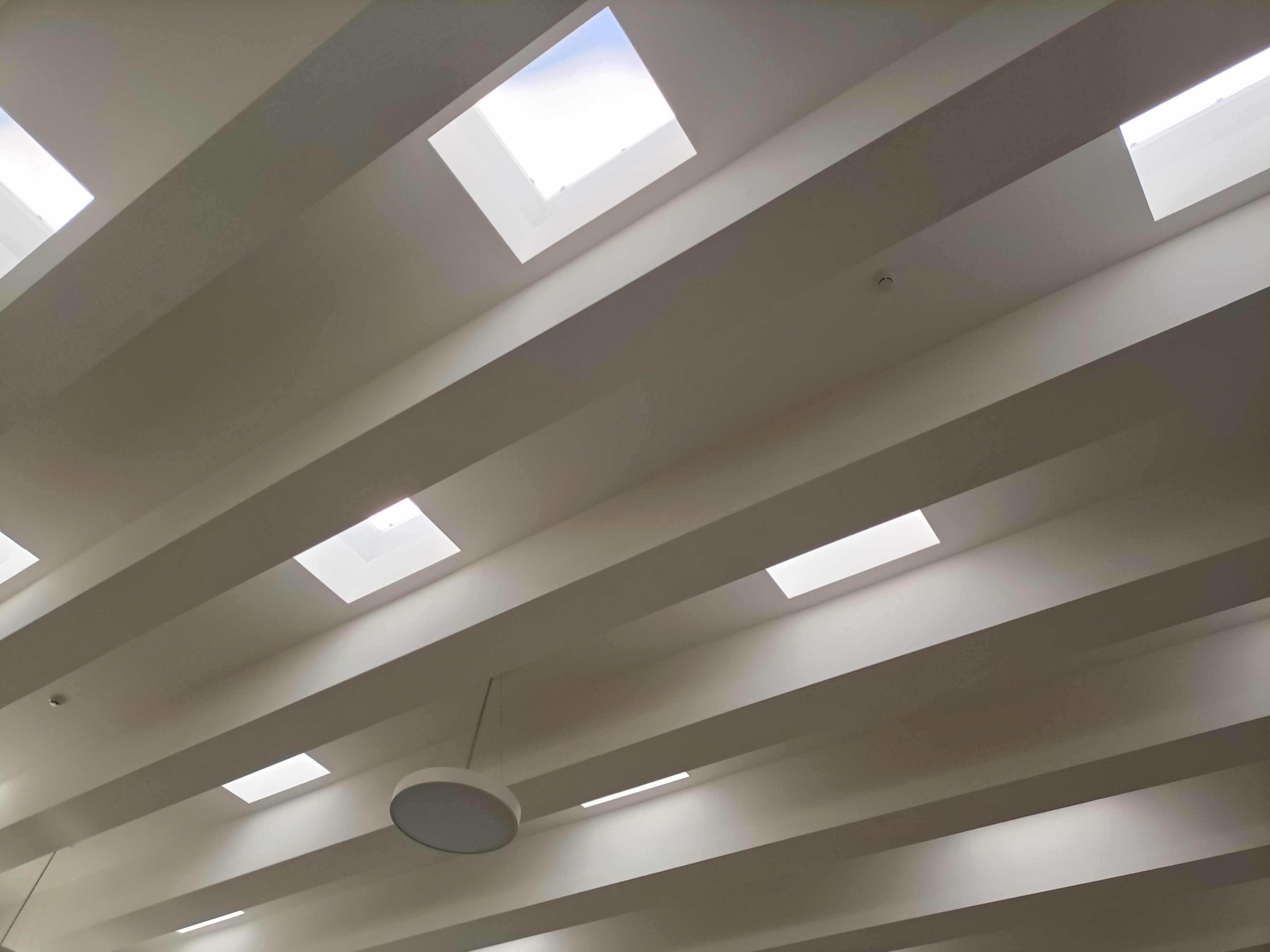
Clarabóias originais no interior da estação

### Artigos relacionados
- Estação Ferroviária de Pontevedra